# Campeonato Mundial de Halterofilismo de 2017 - Até 69 kg masculino
A categoria até 69 kg masculino foi um evento do Campeonato Mundial de Halterofilismo de 2017, disputado no Centro de Convenções Anaheim, em Anaheim, nos Estados Unidos, entre 30 de novembro e 1 de dezembro de 2017. 

## Calendário
Horário local (UTC-8) 
| Dia            | Horário | Fase    |
| -------------- | ------- | ------- |
| 30 de novembro | 10:55   | Grupo B |
| 1 de dezembro  | 19:55   | Grupo A |

## Medalhistas
| Evento    | Ouro                 | Ouro   | Prata               | Prata  | Bronze                | Bronze |
| --------- | -------------------- | ------ | ------------------- | ------ | --------------------- | ------ |
| Arranque  | Won Jeong-sik (KOR)  | 148 kg | Tairat Bunsuk (THA) | 147 kg | Mirko Zanni (ITA)     | 144 kg |
| Arremesso | Doston Yokubov (UZB) | 179 kg | Won Jeong-sik (KOR) | 178 kg | Bernardin Matam (FRA) | 177 kg |
| Total     | Won Jeong-sik (KOR)  | 326 kg | Tairat Bunsuk (THA) | 321 kg | Bernardin Matam (FRA) | 318 kg |

## Recordes
Antes desta competição, o recorde mundial da prova era o seguinte:
| Recorde         | Tipo      | Atleta         | Peso   | Local     | Data                   |
| Recorde Mundial | Arranque  | Liao Hui (CHN) | 166 kg | Almaty    | 10 de novembro de 2014 |
| Recorde Mundial | Arremesso | Liao Hui (CHN) | 198 kg | Breslávia | 23 de outubro de 2013  |
| Recorde Mundial | Total     | Liao Hui (CHN) | 359 kg | Almaty    | 10 de novembro de 2014 |

## Resultado
Os resultados foram os seguintes. 
| Pos.              | Atleta                   | Grupo | Arranque (kg) | Arranque (kg) | Arranque (kg) | Arranque (kg)     | Arremesso (kg) | Arremesso (kg) | Arremesso (kg) | Arremesso (kg)    | Total |
| Pos.              | Atleta                   | Grupo | 1             | 2             | 3             | Resultado         | 1              | 2              | 3              | Resultado         | Total |
| ----------------- | ------------------------ | ----- | ------------- | ------------- | ------------- | ----------------- | -------------- | -------------- | -------------- | ----------------- | ----- |
| Medalha de ouro   | Won Jeong-sik (KOR)      | A     | 142           | 146           | 148           | Medalha de ouro   | 178            | 178            | 181            | Medalha de prata  | 326   |
| Medalha de prata  | Tairat Bunsuk (THA)      | A     | 142           | 145           | 147           | Medalha de prata  | 174            | 174            | 180            | 6                 | 321   |
| Medalha de bronze | Bernardin Matam (FRA)    | A     | 141           | 143           | 143           | 6                 | 175            | 177            | 181            | Medalha de bronze | 318   |
| 4                 | Briken Calja (ALB)       | A     | 142           | 145           | 146           | 4                 | 175            | 180            | 180            | 5                 | 317   |
| 5                 | Mitsunori Konnai (JPN)   | A     | 133           | 138           | 141           | 7                 | 168            | 176            | 181            | 4                 | 317   |
| 6                 | Doston Yokubov (UZB)     | A     | 135           | 135           | 135           | 13                | 176            | 179            | 184            | Medalha de ouro   | 314   |
| 7                 | Robert Joachim (GER)     | A     | 135           | 139           | 141           | 8                 | 170            | 175            | 175            | 8                 | 311   |
| 8                 | Mirko Zanni (ITA)        | A     | 140           | 144           | 146           | Medalha de bronze | 165            | 170            | —              | 10                | 309   |
| 9                 | Mahmoud Al-Humayd (KSA)  | A     | 132           | 138           | 138           | 11                | 170            | 175            | 175            | 7                 | 308   |
| 10                | David Sánchez (ESP)      | A     | 140           | 144           | 144           | 10                | 165            | 170            | —              | 11                | 305   |
| 11                | Suttipong Jeeram (THA)   | B     | 131           | 132           | 132           | 15                | 161            | 164            | 168            | 13                | 296   |
| 12                | Mohsen Al-Duhaylib (KSA) | B     | 131           | 135           | 135           | 12                | 160            | 160            | 162            | 14                | 295   |
| 13                | Erik Herrera (ECU)       | B     | 124           | 124           | 128           | 18                | 162            | 167            | 169            | 9                 | 295   |
| 14                | Óscar Terrones (PER)     | B     | 125           | 129           | 133           | 17                | 155            | 161            | 165            | 12                | 294   |
| 15                | Petr Petrov (CZE)        | B     | 132           | 132           | 132           | 16                | 158            | 164            | 165            | 15                | 290   |
| 16                | Víctor Castro (ESP)      | B     | 132           | 137           | 137           | 14                | 153            | 153            | 157            | 17                | 289   |
| 17                | Charles Ssekyaaya (UGA)  | B     | 117           | 122           | 122           | 19                | 152            | 157            | 160            | 16                | 274   |
| —                 | Simon Brandhuber (GER)   | B     | 138           | 142           | 145           | 5                 | 160            | 160            | 160            | —                 | —     |
| —                 | Clarence Cummings (USA)  | A     | 136           | 139           | 141           | 9                 | 177            | 178            | 178            | —                 | —     |
| —                 | Hakim Ssempereza (UGA)   | B     | 108           | 111           | 114           | 20                | 140            | 140            | 140            | —                 | —     |
| —                 | Karem Ben Hnia (TUN)     | A     | 145           | 145           | 146           | —                 | —              | —              | —              | —                 | —     |